# Рапорт Штропа

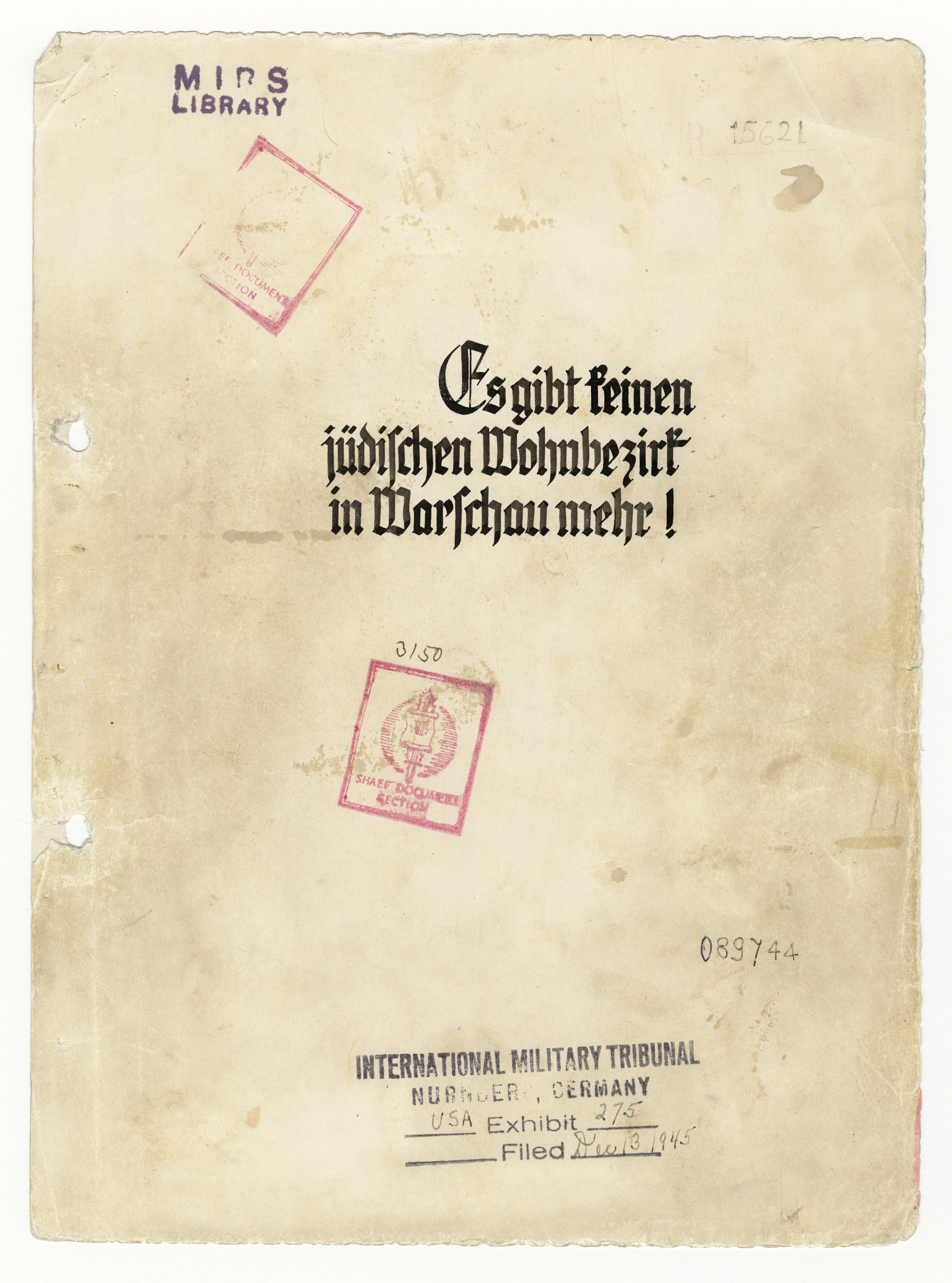
Обложка Рапорта Штропа с печатями Международного Военного Трибунала в Нюрнберге.

Рапорт Штропа — рапорт, официальный отчёт Юргена Штропа, командующего немецкими формированиями, которым была поставлена задача ликвидировать Варшавское гетто. Первоначально назывался «Еврейского квартала в Варшаве больше не существует!». Сегодня обычно называется «Рапорт Штропа». Наряду с рапортом Кацманна является одним из важнейшим документированных свидетельств уничтожения польских евреев во время Второй мировой войны.

## История
Рапорт был написан в мае 1943 года и представляет собой 75-страничный документ, описывающий немецкую версию событий во время восстания в гетто. Отчёт был инициирован Фридрихом Крюгером и был задуман в виде подарочного альбома для Генриха Гиммлера. Документ был напечатан на пишущей машинке и вложен в стандартную кожаную канцелярскую папку. Рапорт сопровождают 52 чёрно-белых фотографий, подписанных рукописным готическим шрифтом.
Рапорт состоит из трёх главных разделов:
- Введение и перечень операций;
- Ежедневные сообщения, которые посылались Фридриху Крюгеру;
- 52 фотографии.

Рапорт был изготовлен в трёх экземплярах и передан Генриху Гиммлеру, Юргену Штропу и Фридриху Крюгеру. Копии содержат некоторые расхождения в тексте и в подписях к фотографиям. Одна из копий была представлена в качестве одного из доказательств во время Нюрнбергского процесса американским обвинителем Робертом Джексоном.
Все три копии сохранились и хранятся в настоящее время в Институте национальной памяти в Варшаве, Национальном архиве США в Вашингтоне и в Бундесархиве в Кобленце, Германия.

## Висбаденский рапорт (1946)
В конце войны Штрооп был захвачен в плен американскими войсками в Западной Германии. После того, как он был идентифицирован, ему было приказано написать отчёт об уничтожении Варшавского гетто. Отчет был представлен Штроопом в Висбадене 1 мая 1946 года.

## Фотографии
Некоторые фотографии из «Рапорта Штропа» представлены ниже:

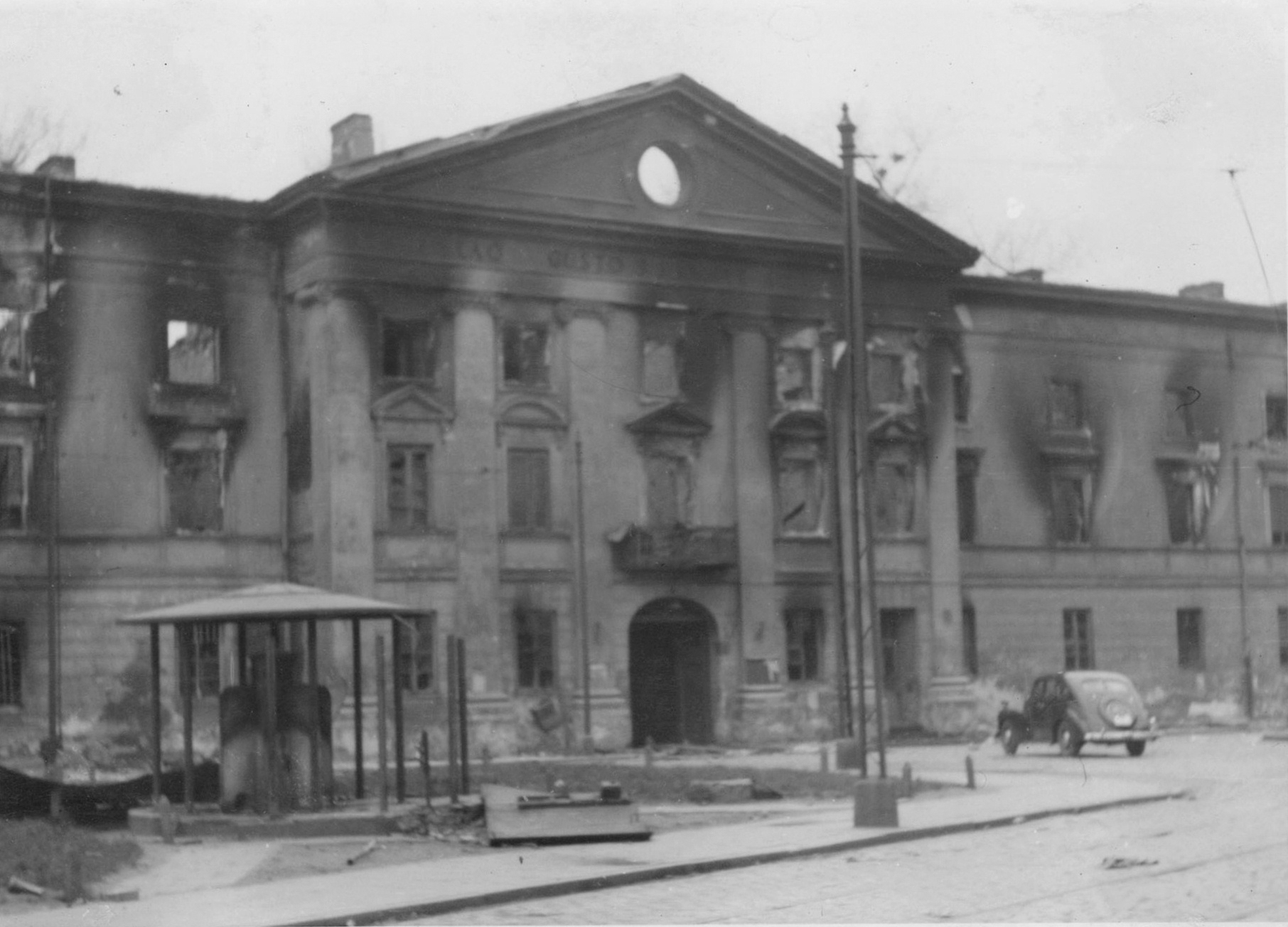
"Здание, в котором находился юденрат"
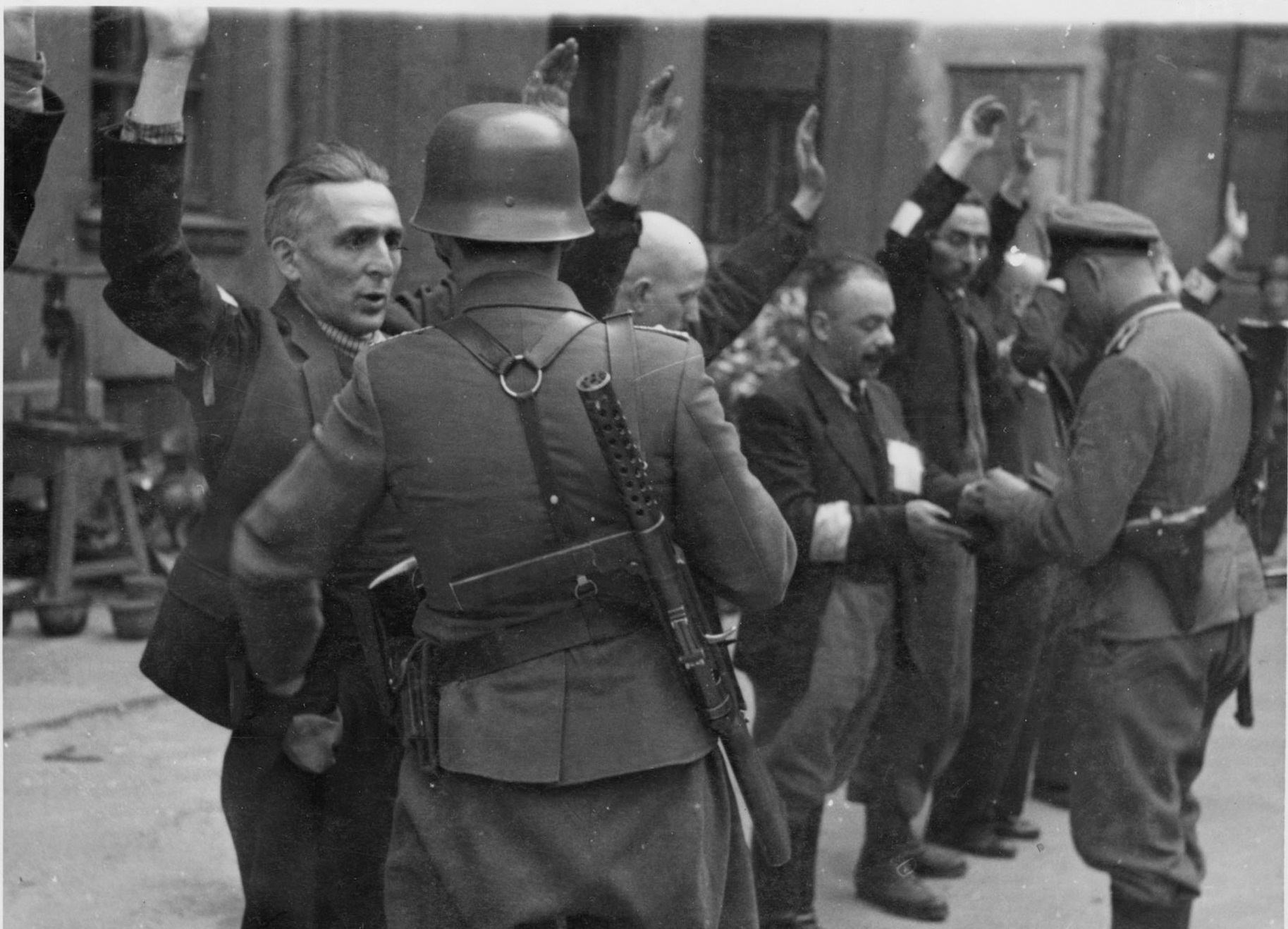
"Фирма Брауэра"
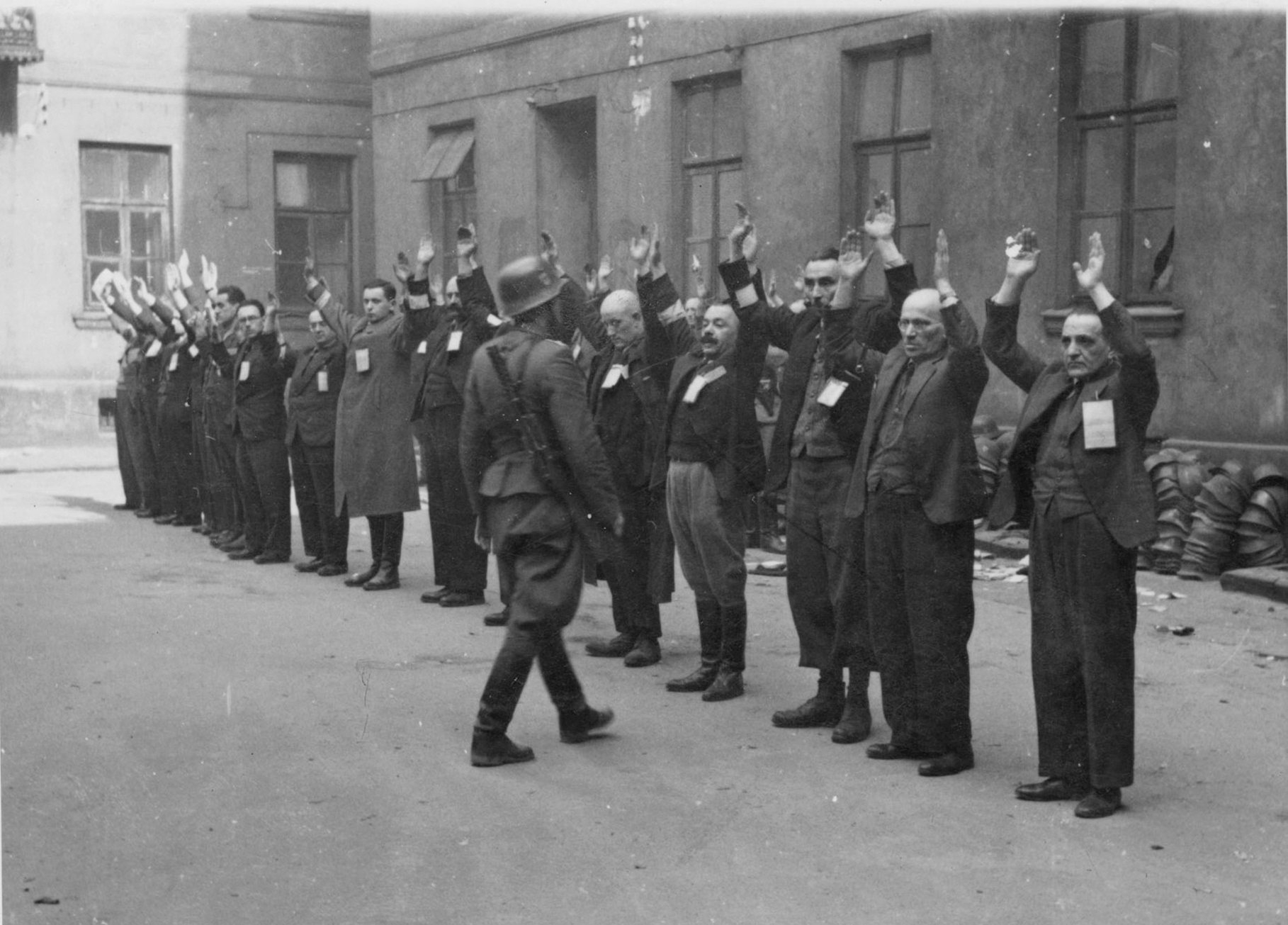
"Евреи, возглавлявшие отделения фирмы Брауэра"
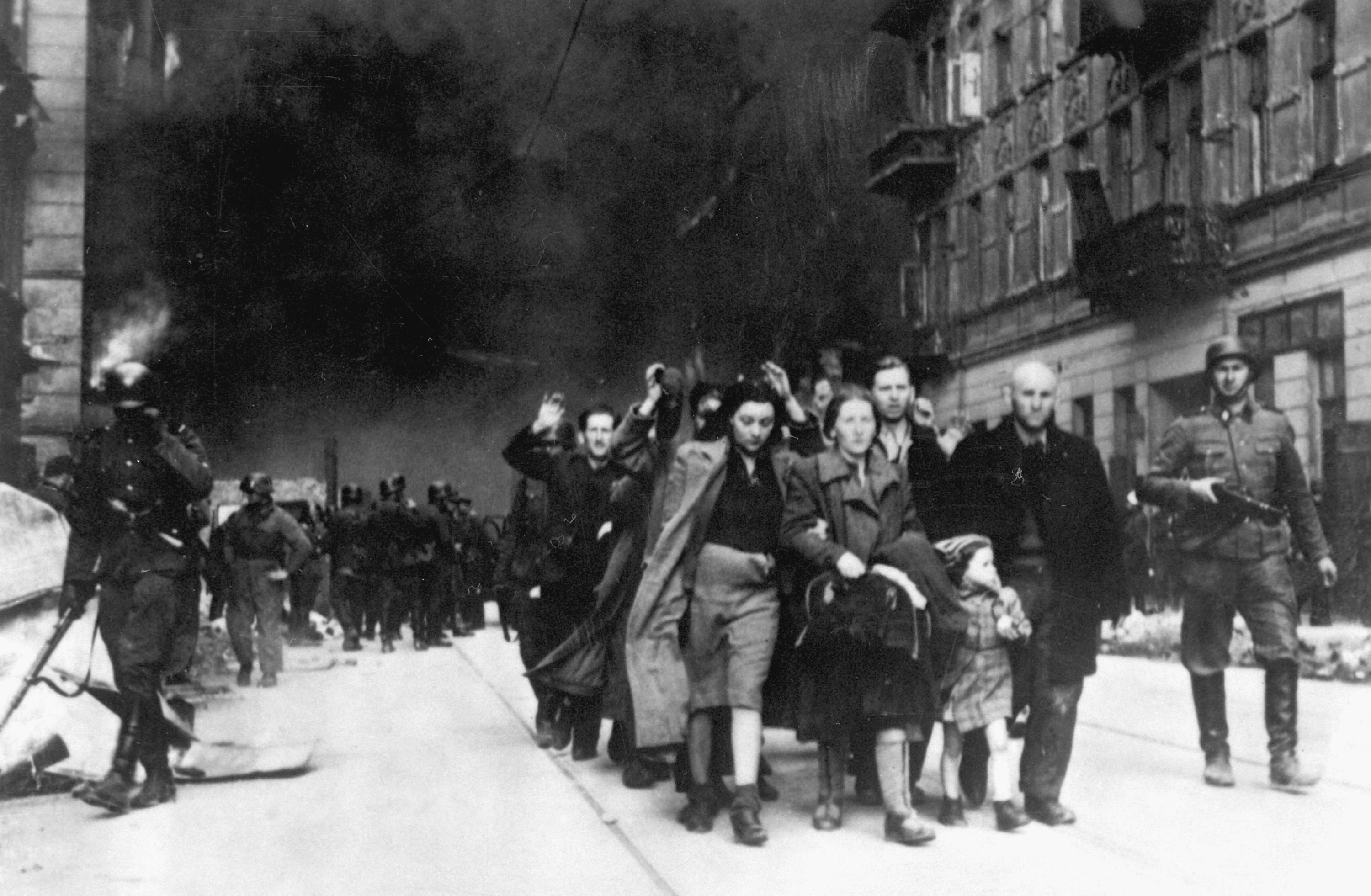
"Вытащили силой из убежищ"
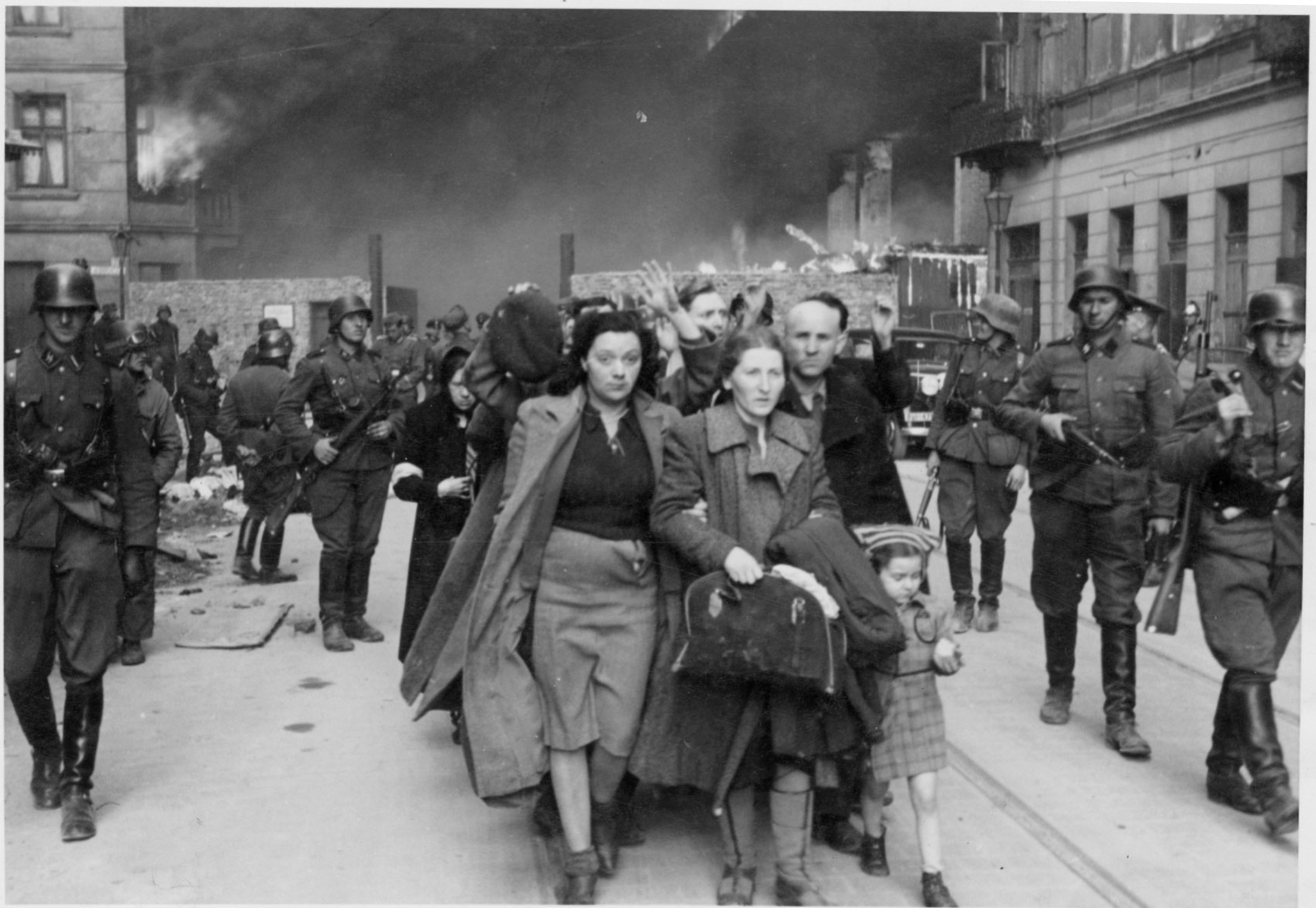
"Вытащили силой из убежищ"
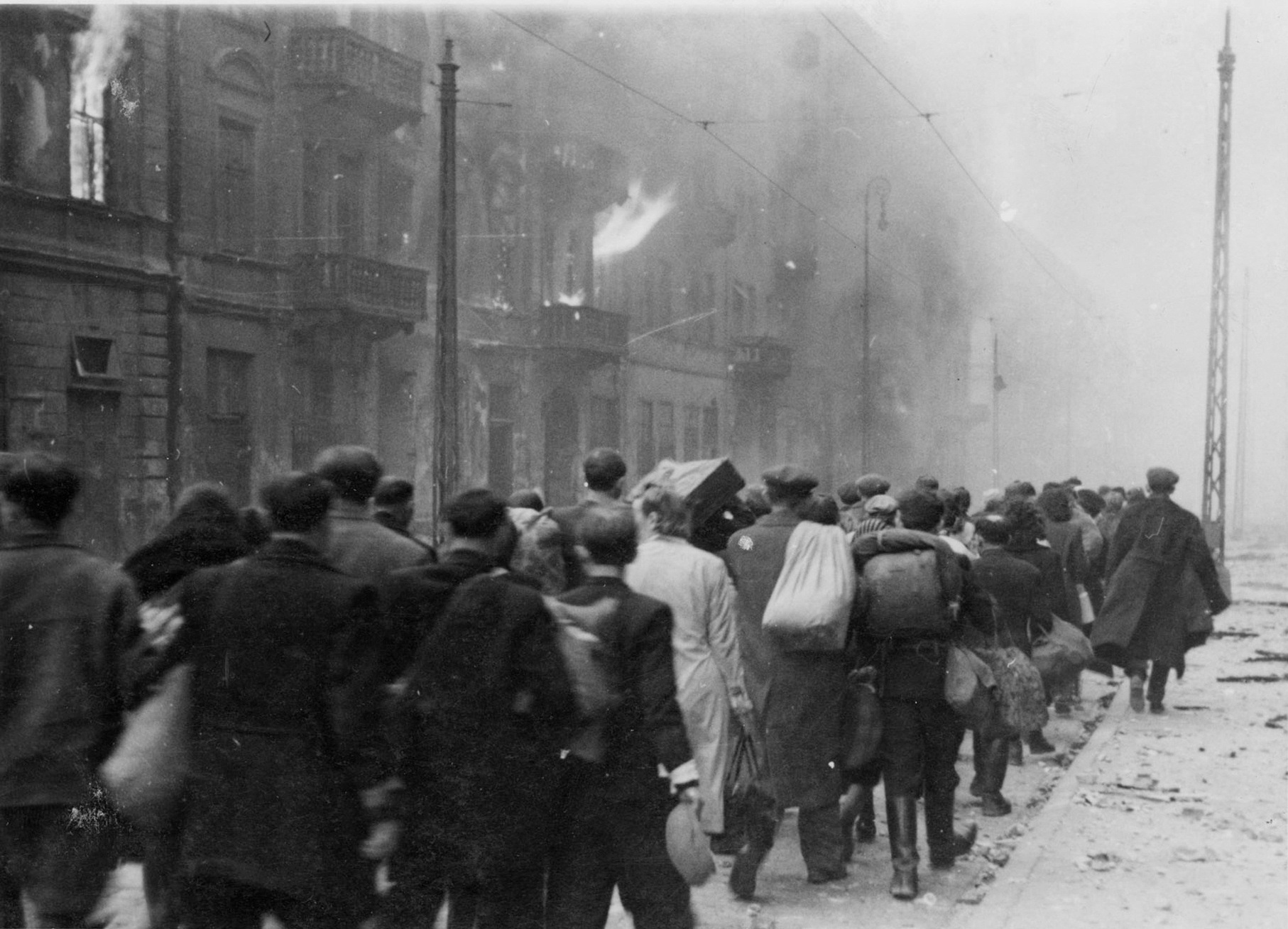
"К перевалочному пункту"
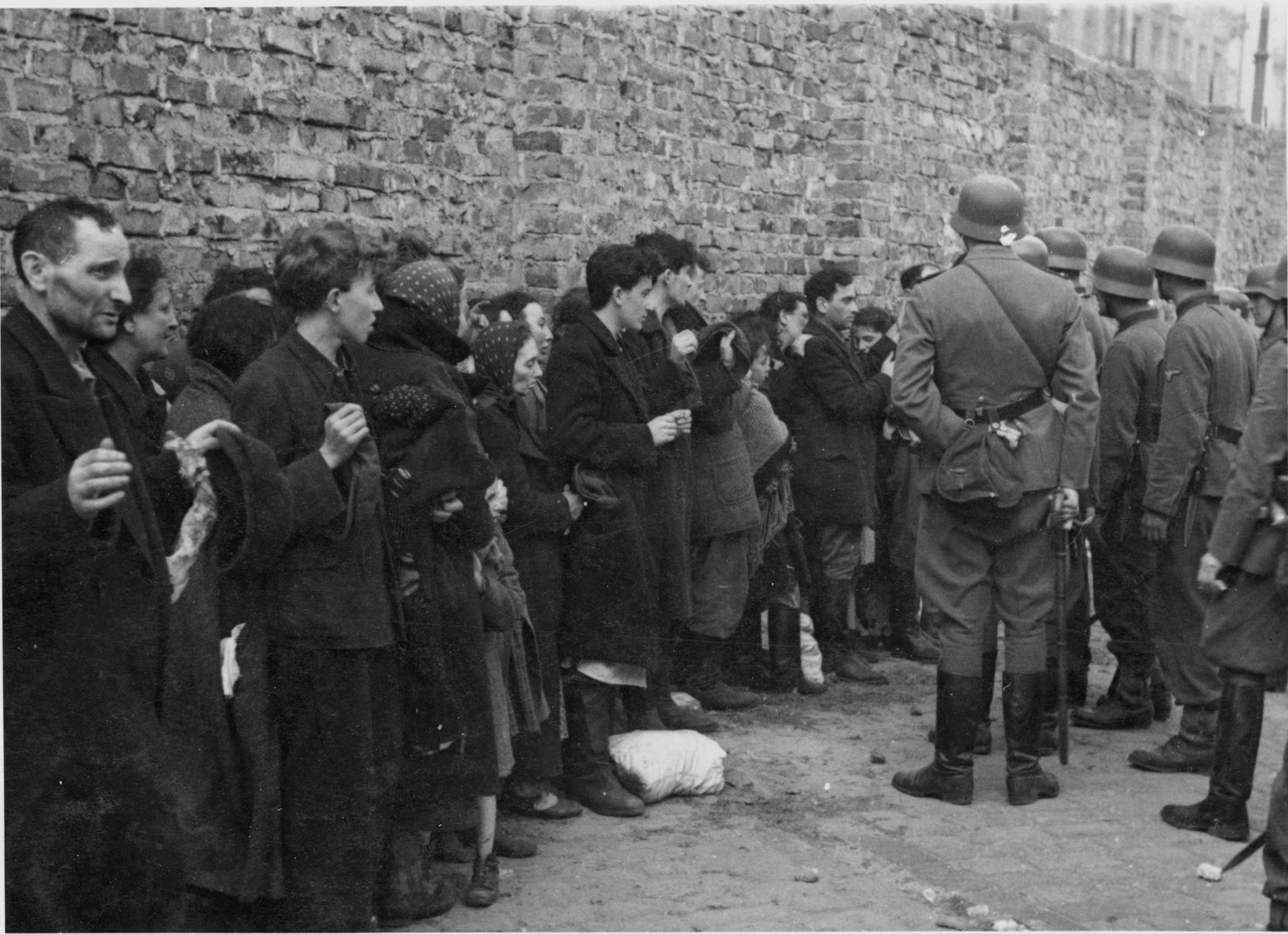
"Обыск и допрос"
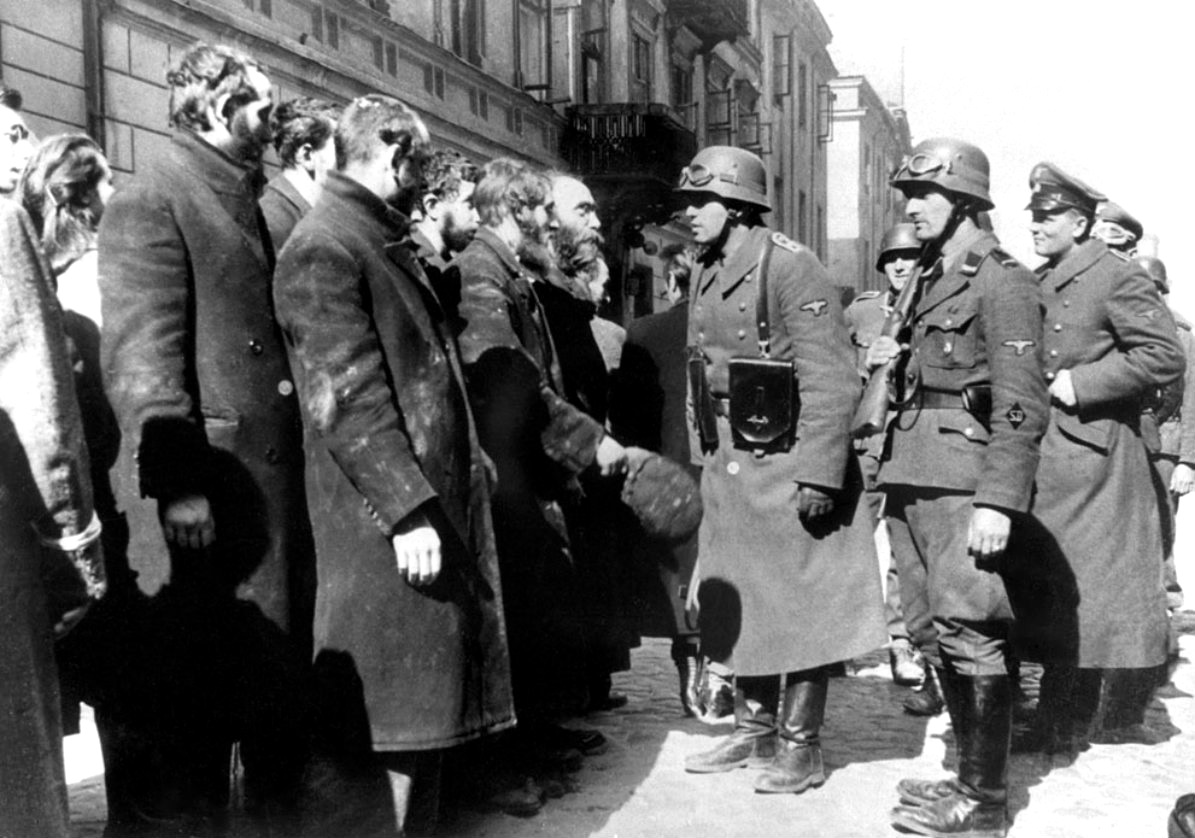
"Еврейские раввины"
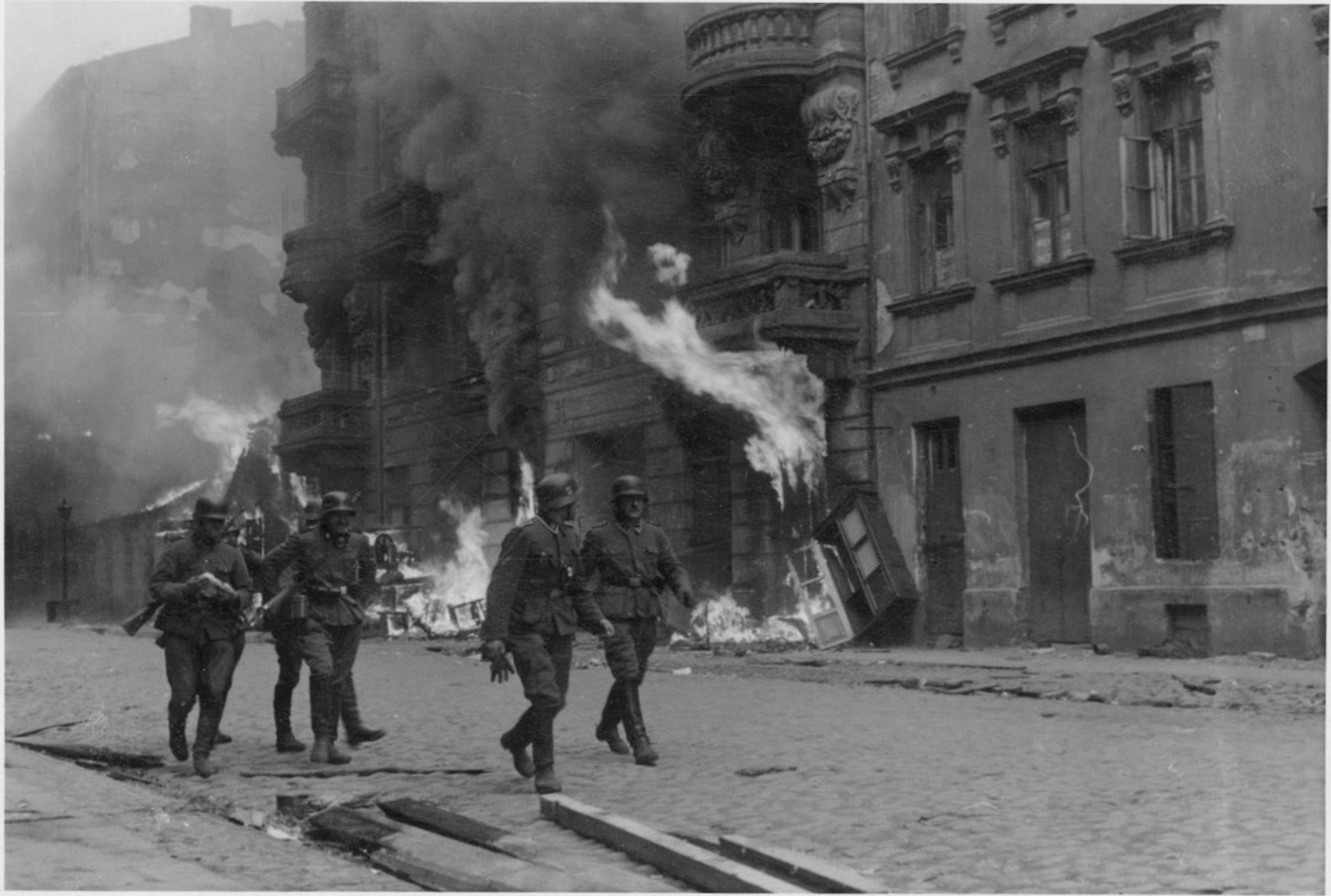
"Штурмовая группа"
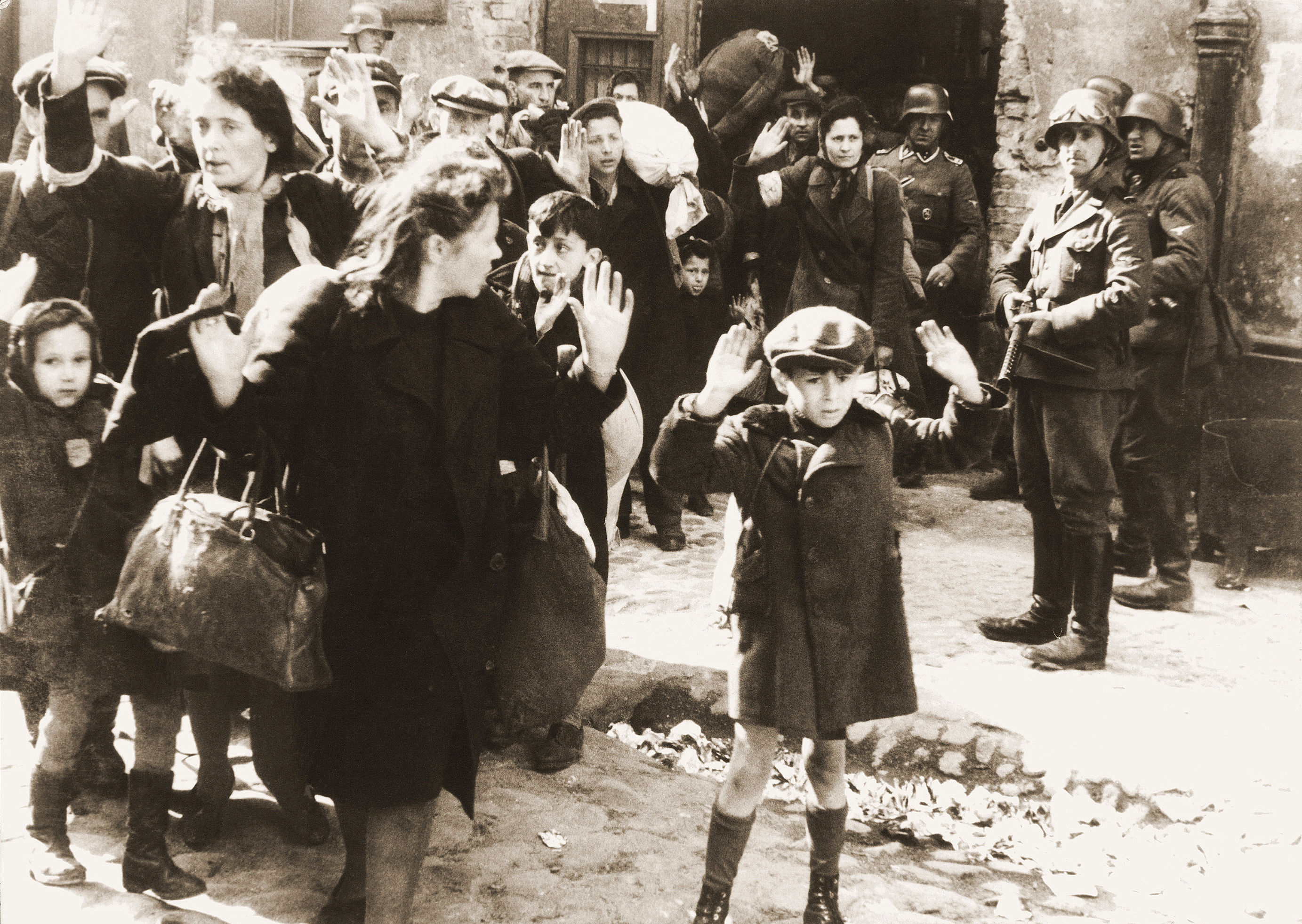
"Вытащили силой из убежищ"[9] (мальчик из Варшавского гетто)
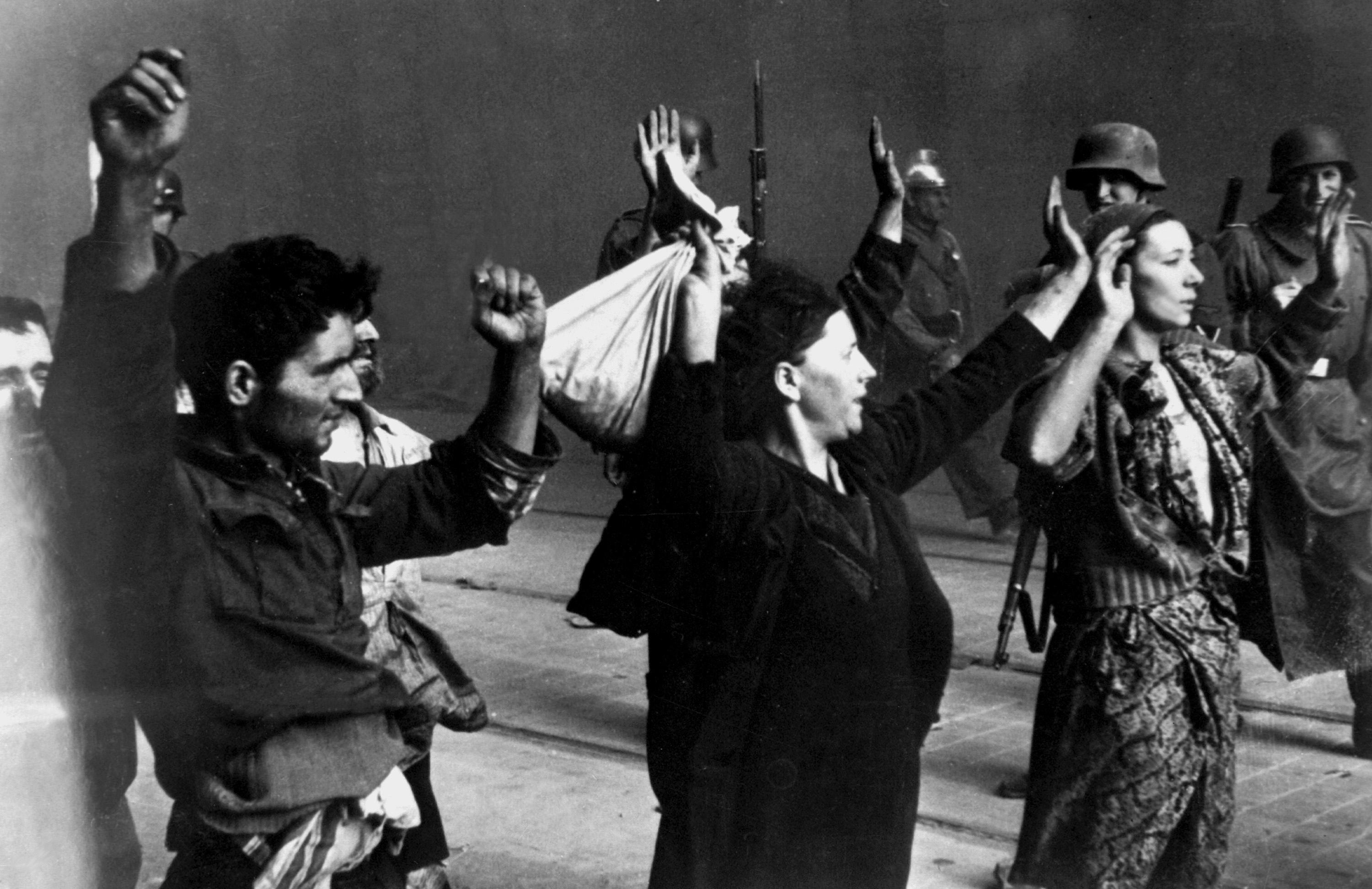
"Эти бандиты сопротивлялись с оружием"
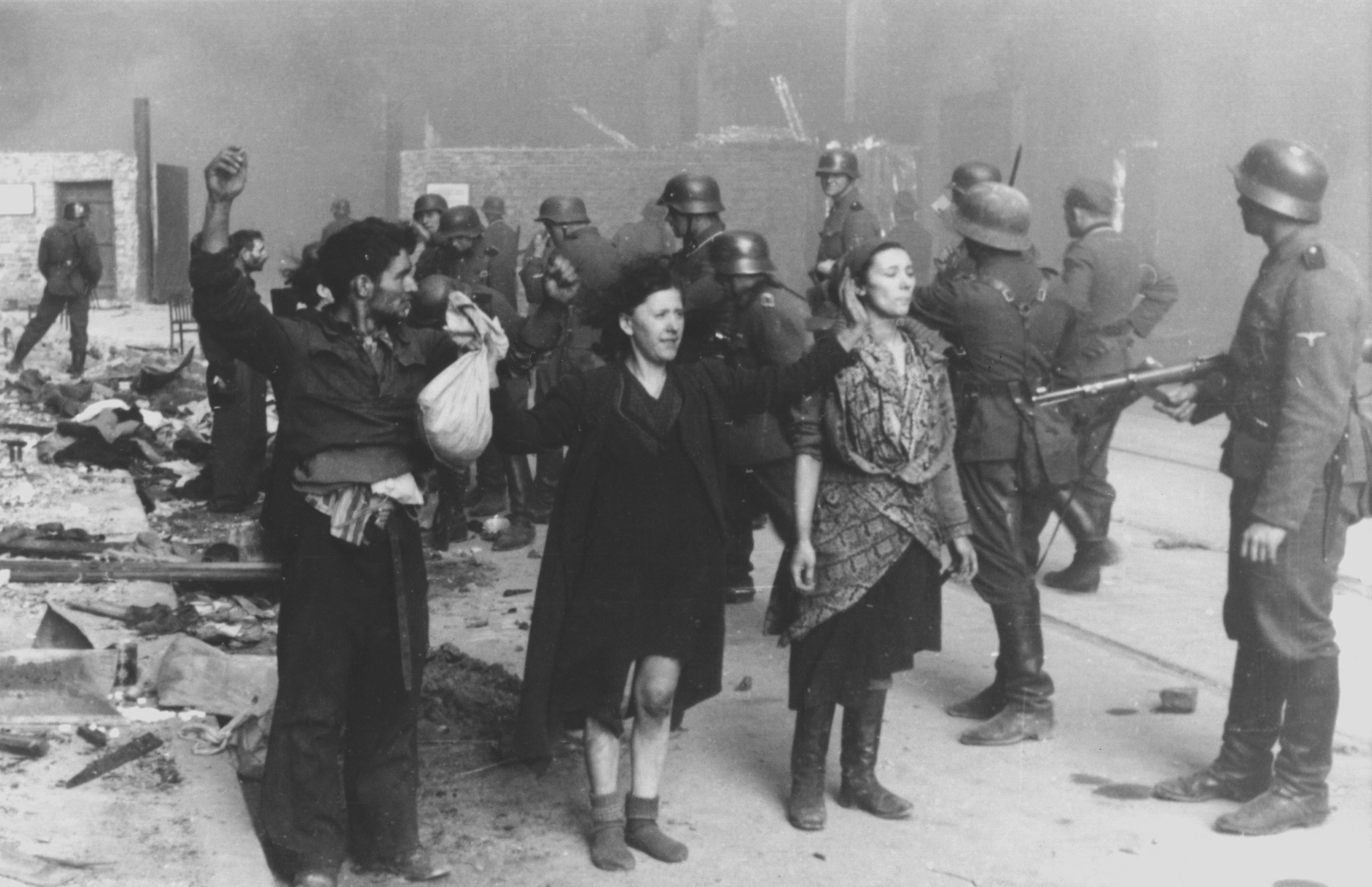
"Эти бандиты сопротивлялись с оружием"
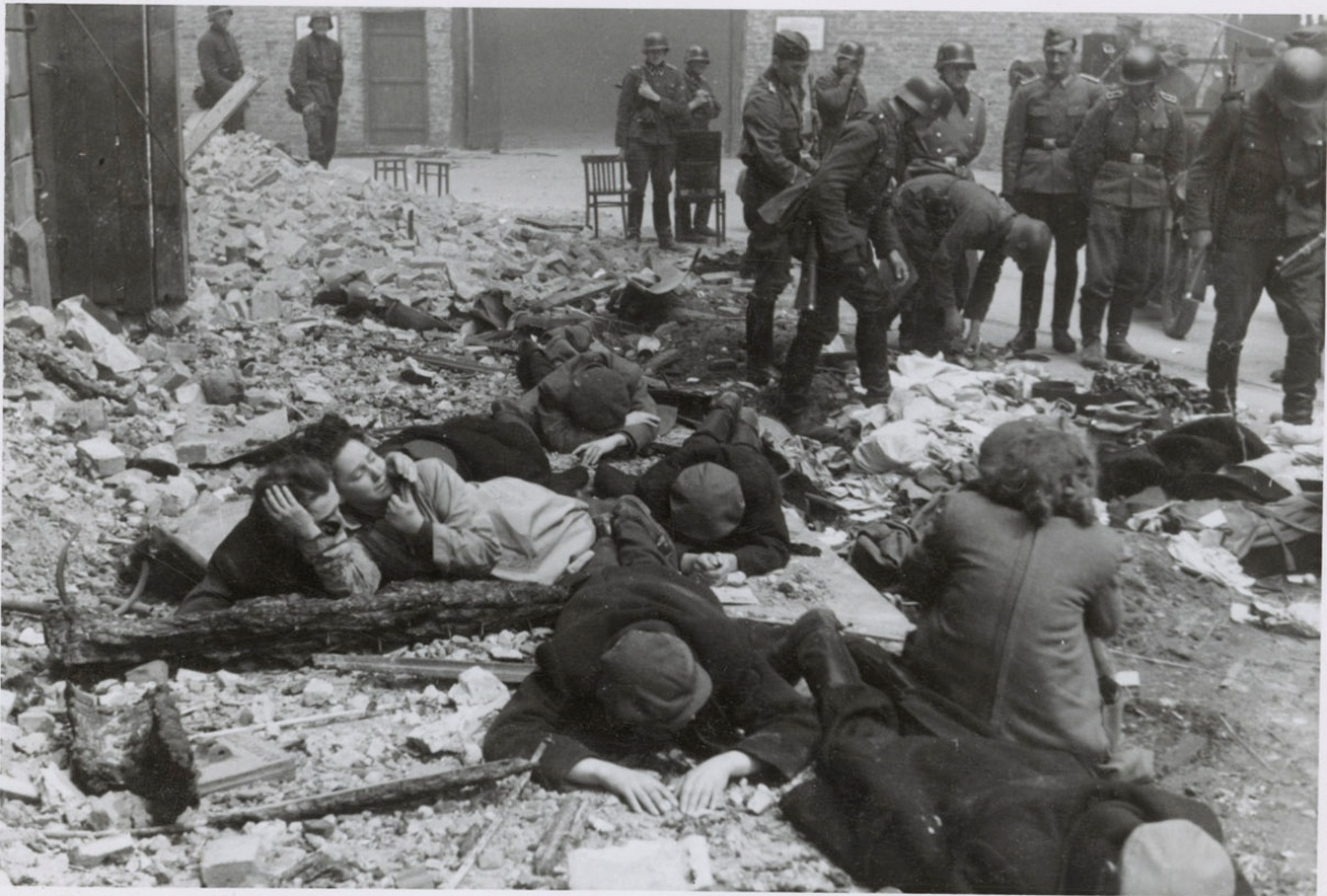
"Евреев вытаскивают из бункера"
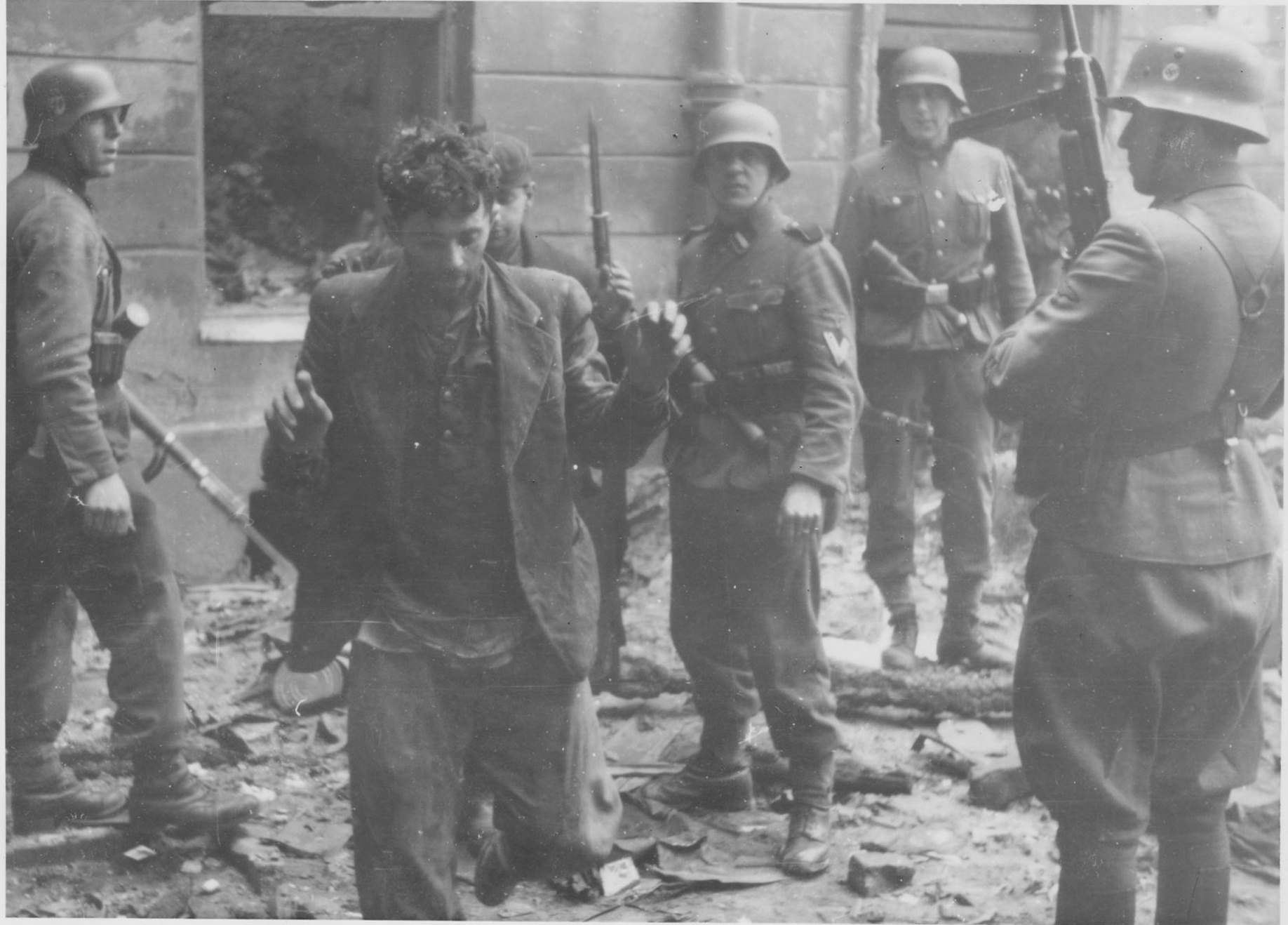
"Бандиты"
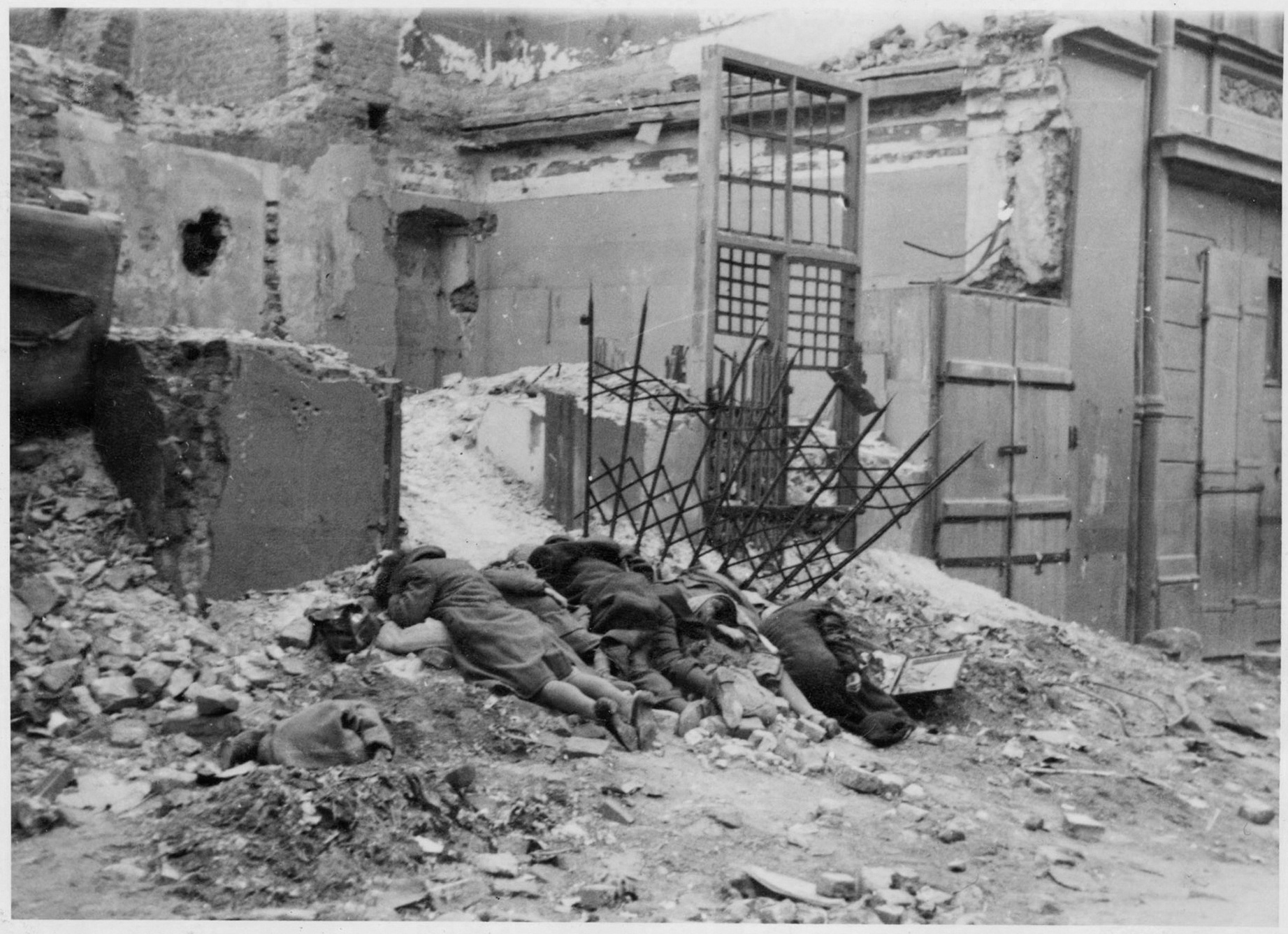
"Уничтоженные в бою бандиты"
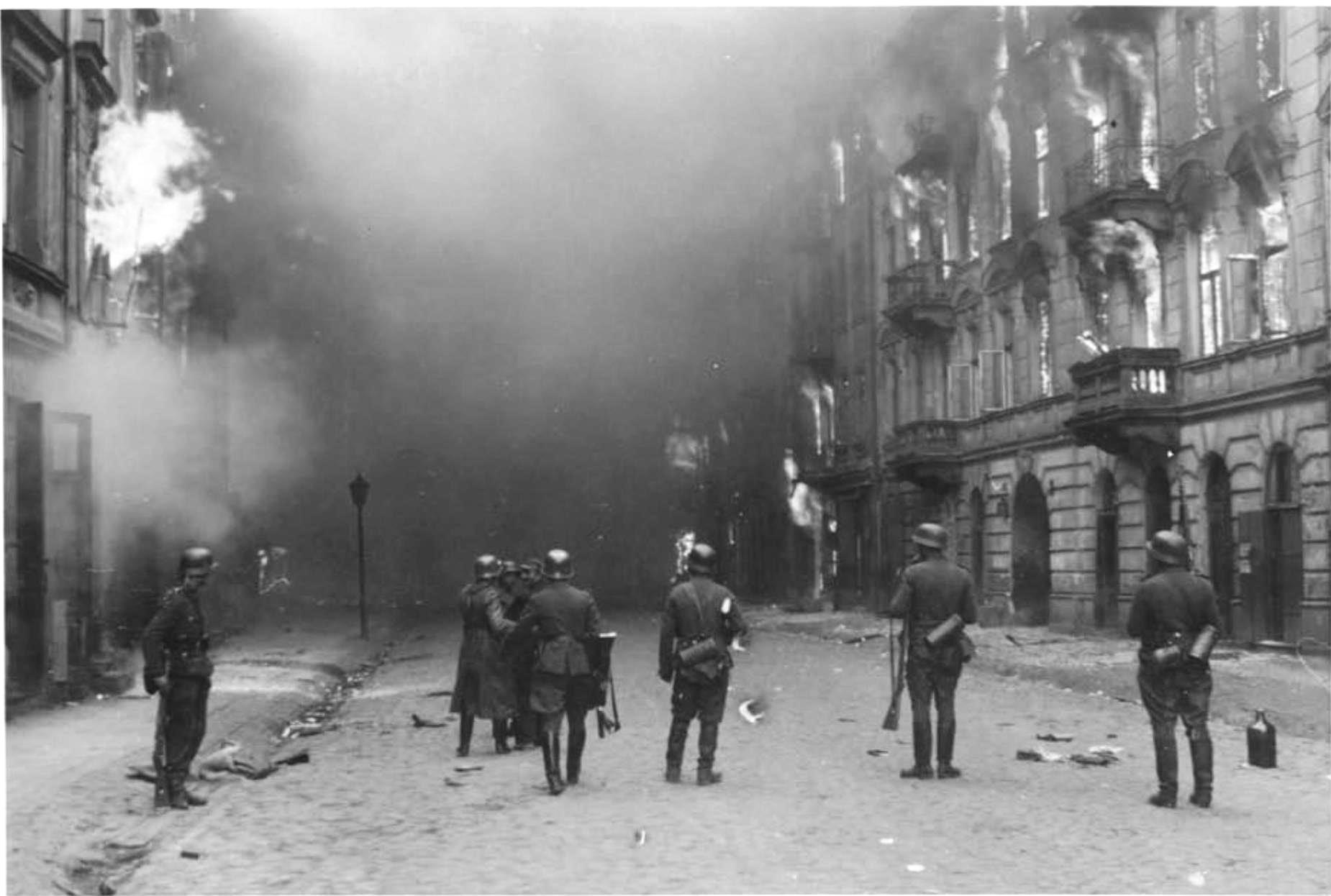
"Выкуривание евреев и бандитов"
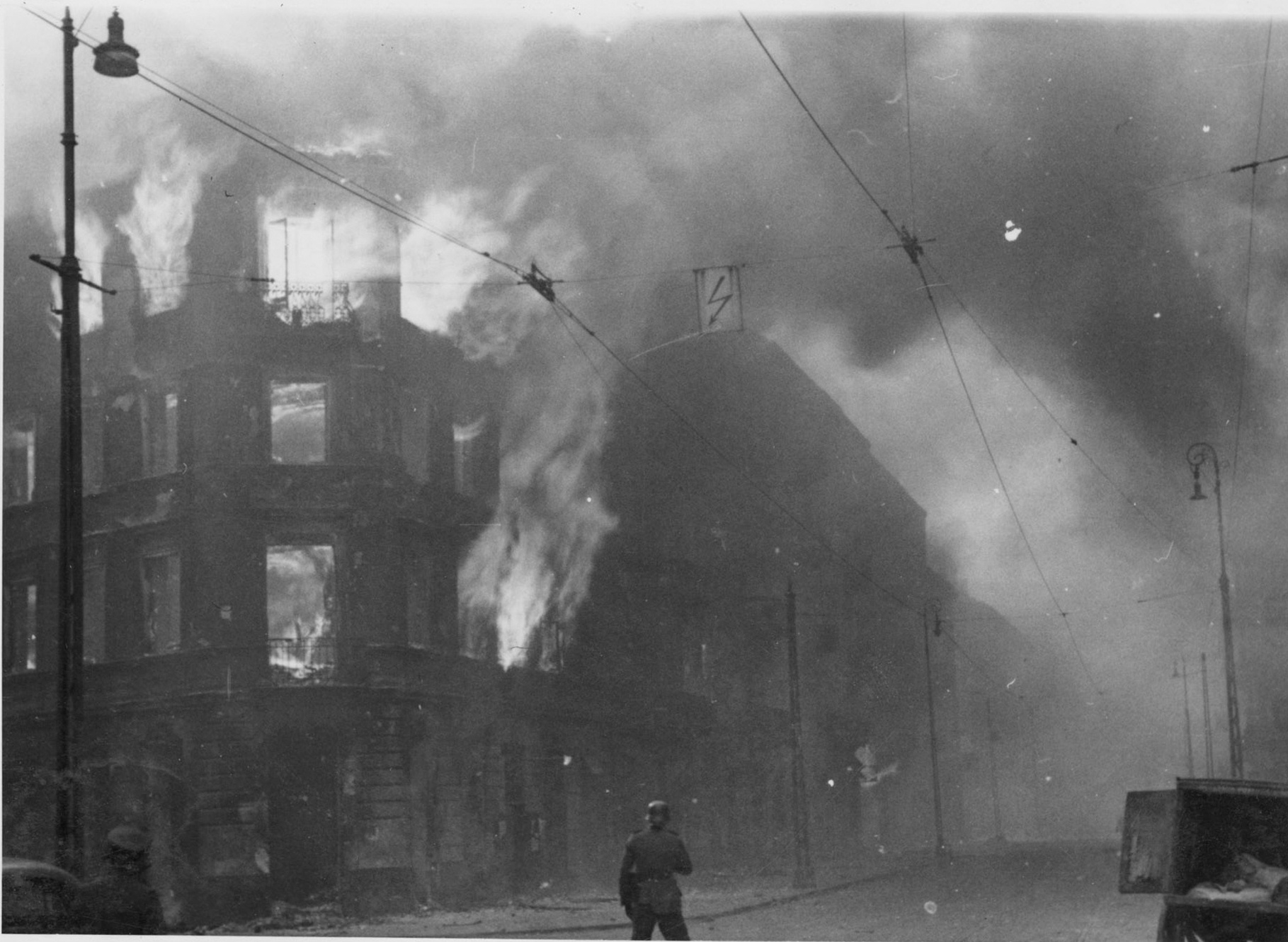
"Разрушение жилого дома"
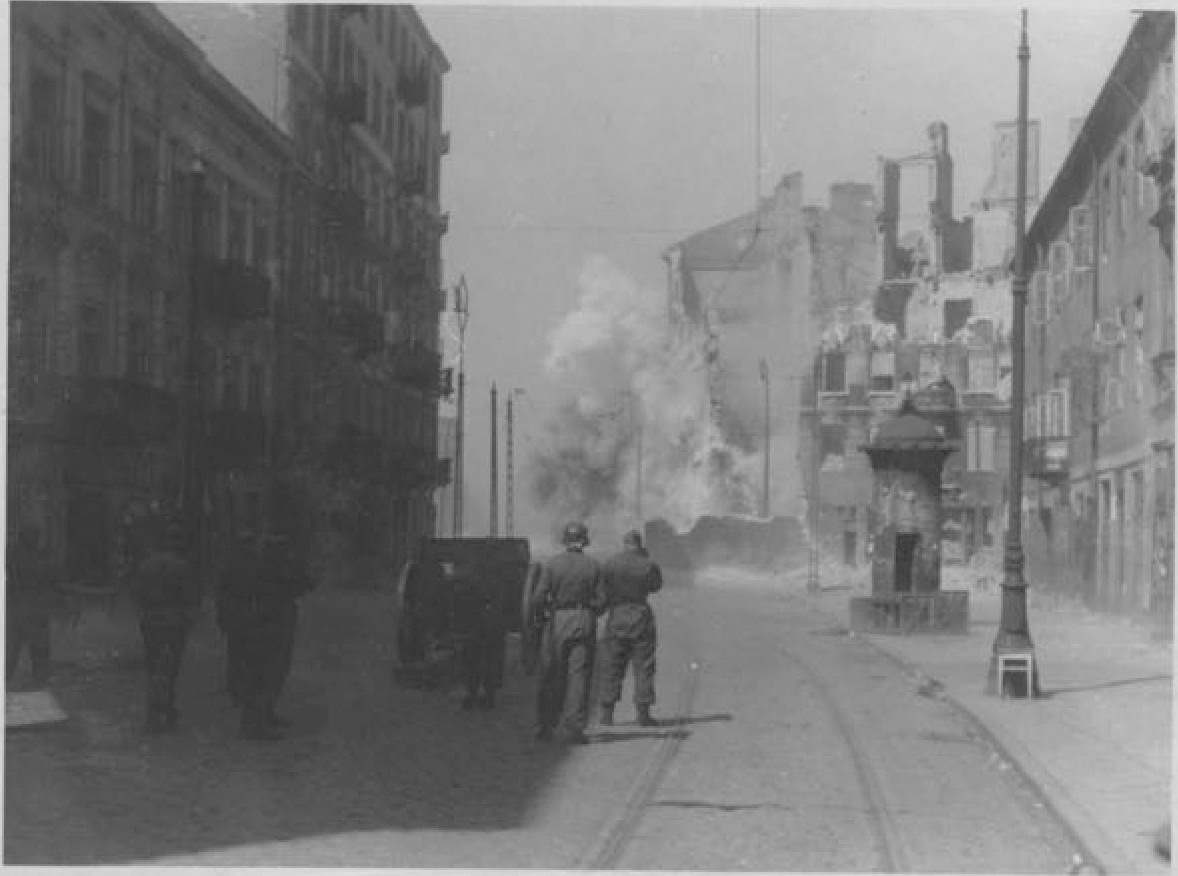
"Борьба с очагом сопротивления"
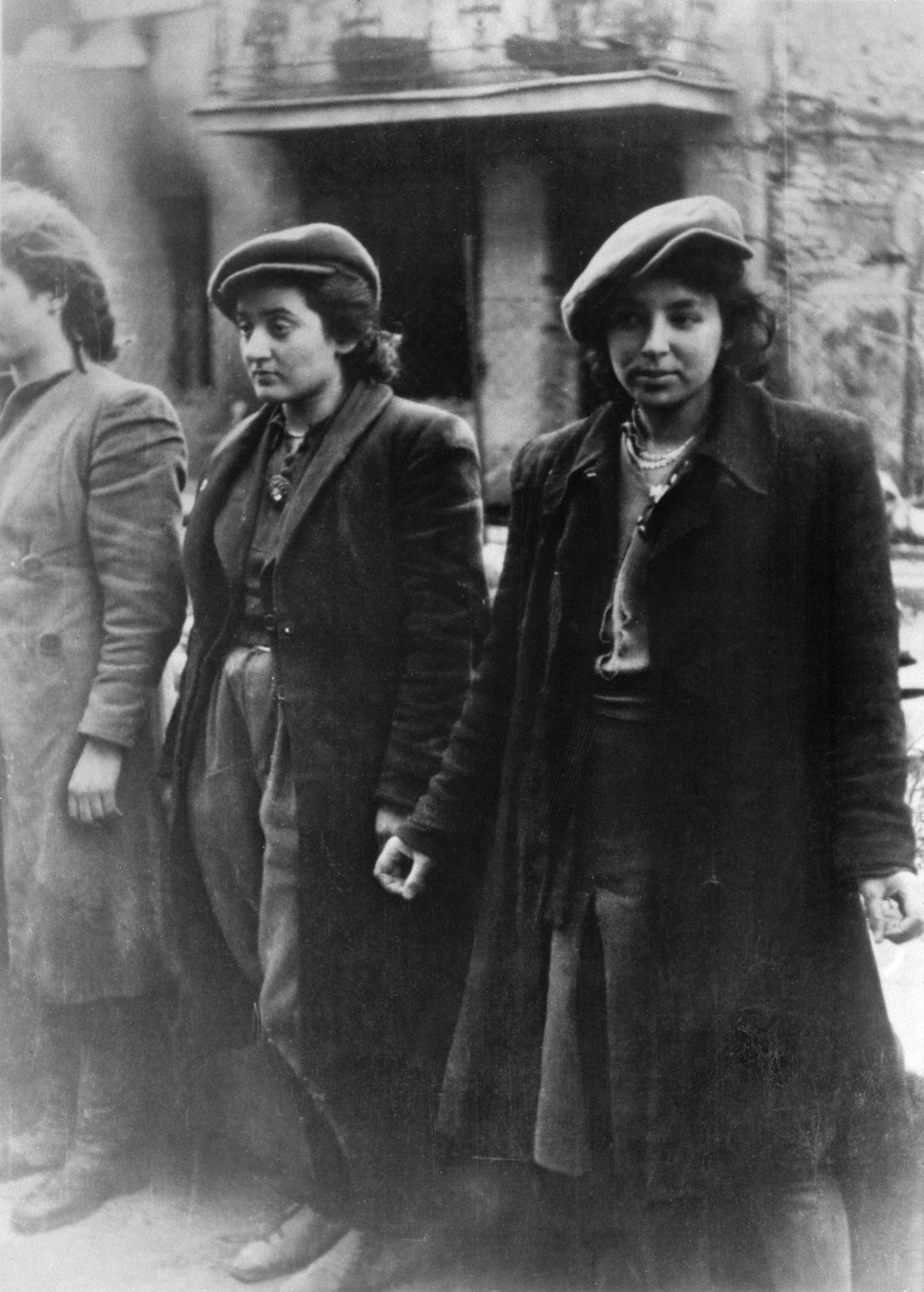
"Схваченные с оружием женщины из Гехалуца"
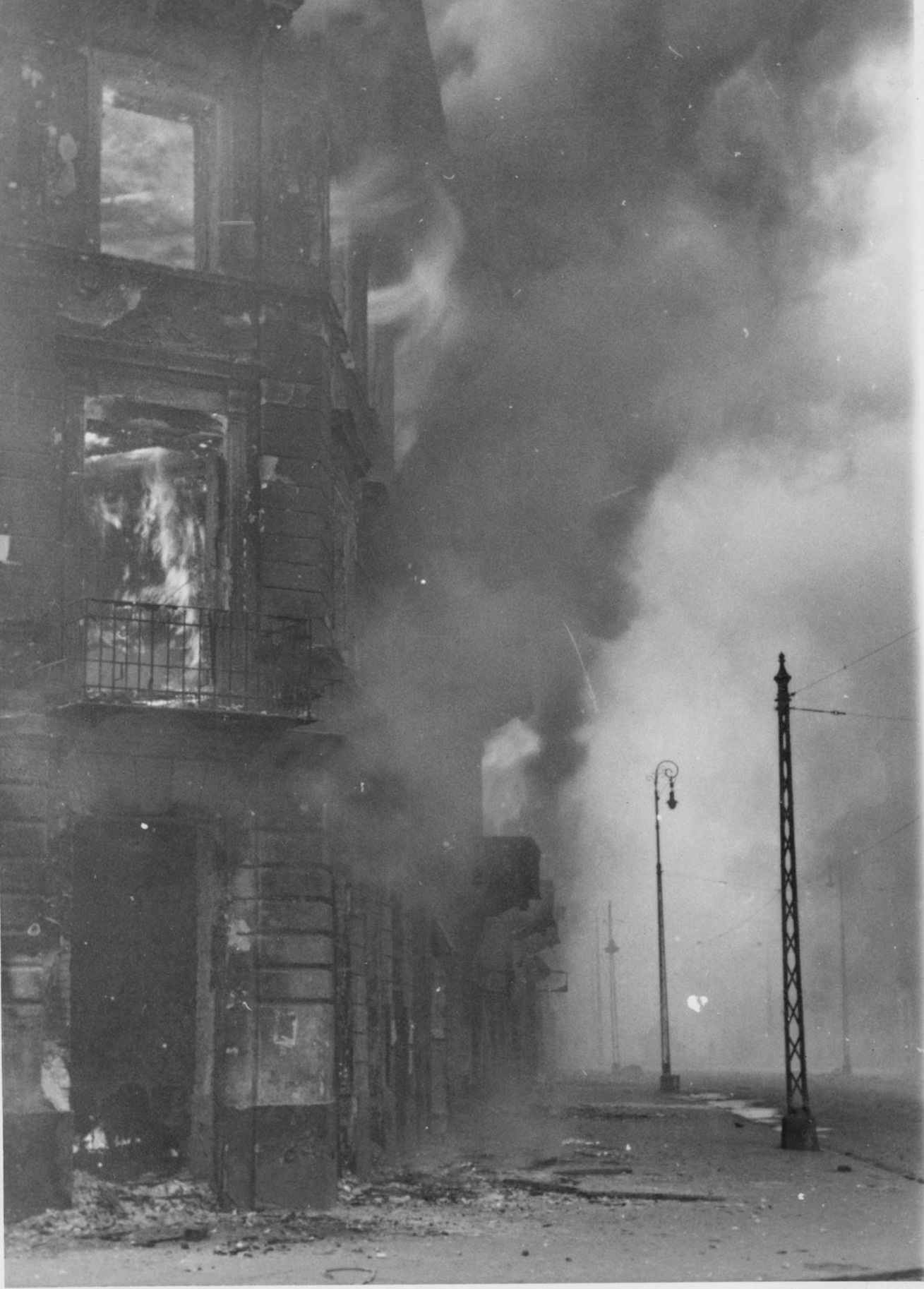
"Разрушение жилого дома"
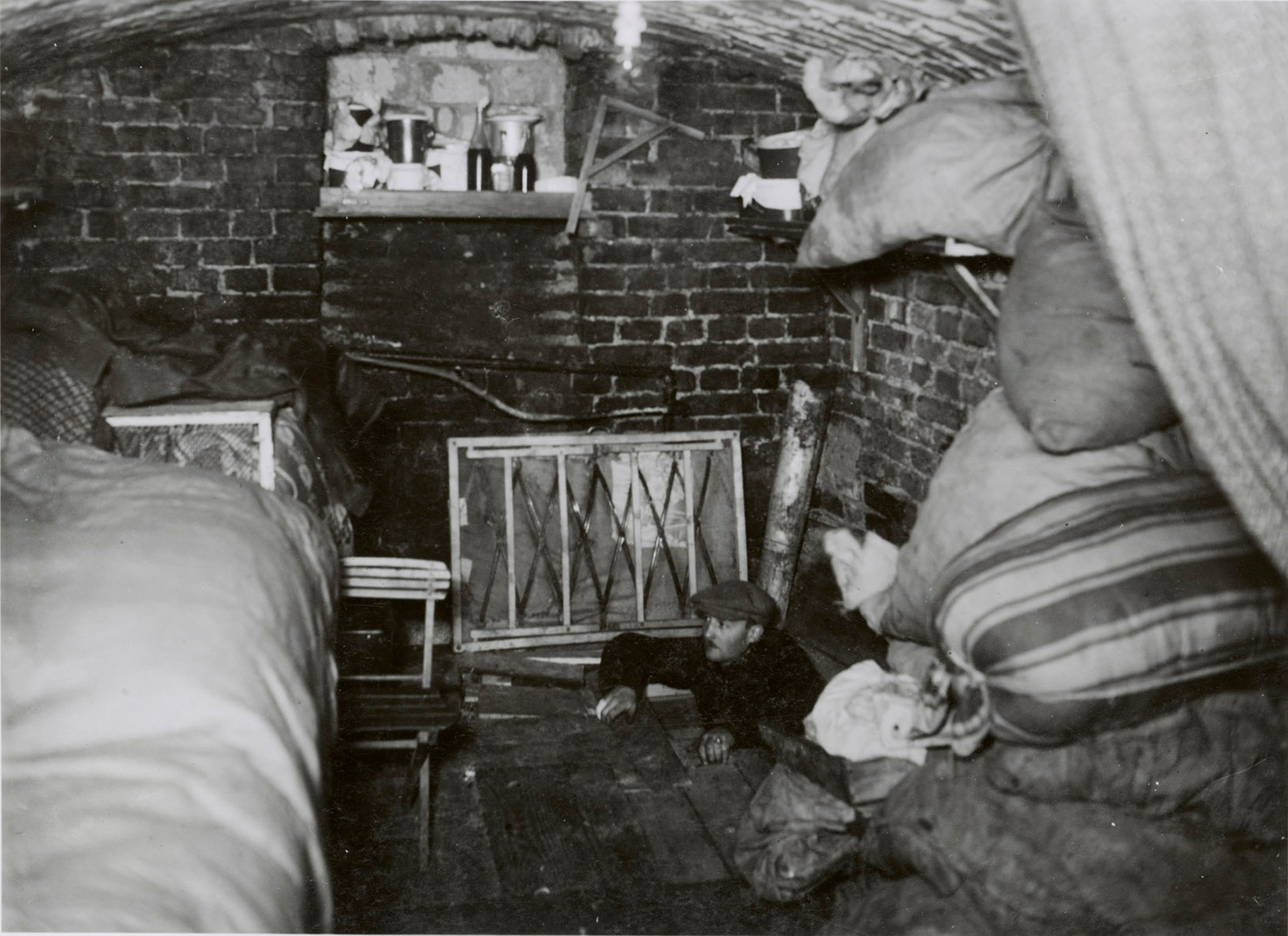
без надписи
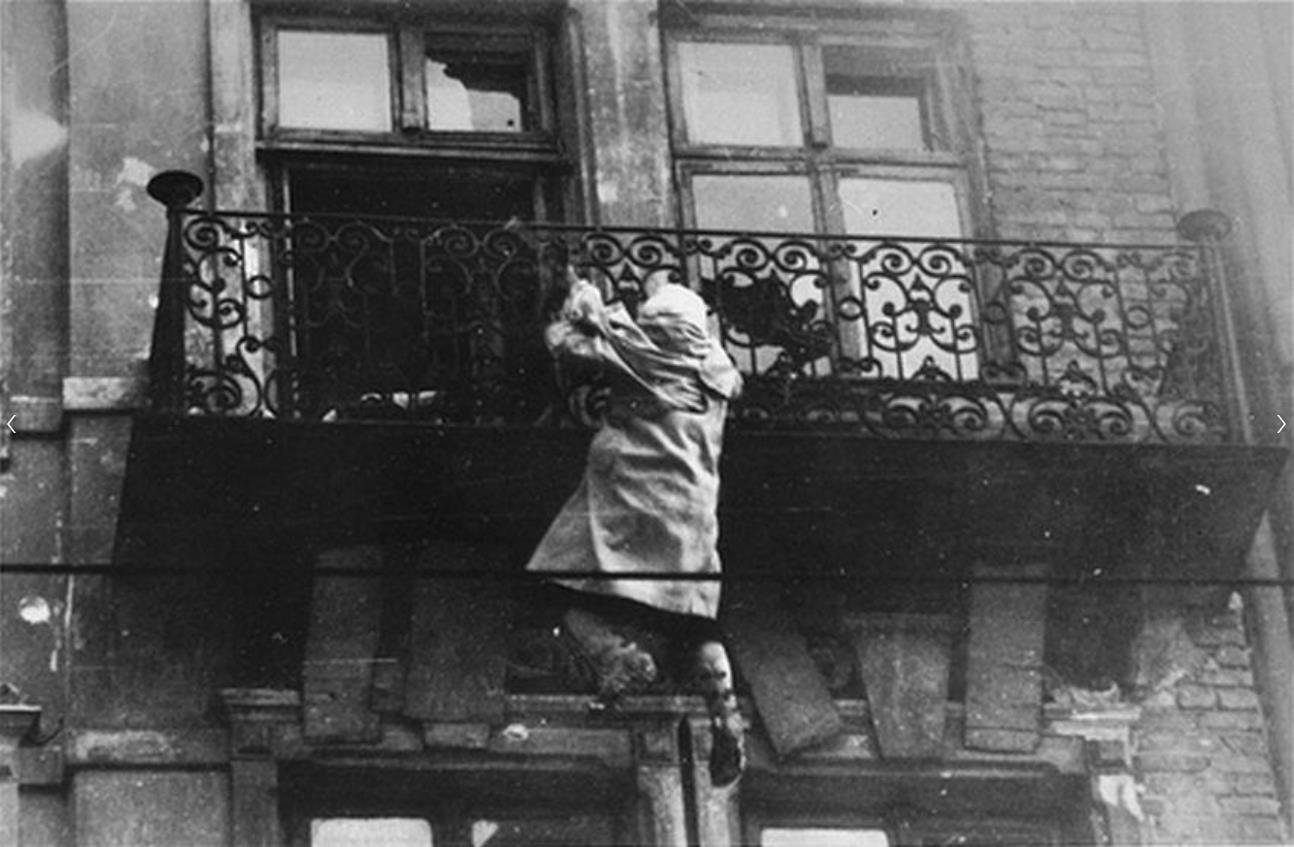
"Женщина свешивается с балкона, готовясь свалиться на улицу к ждущим эсэсовцам."
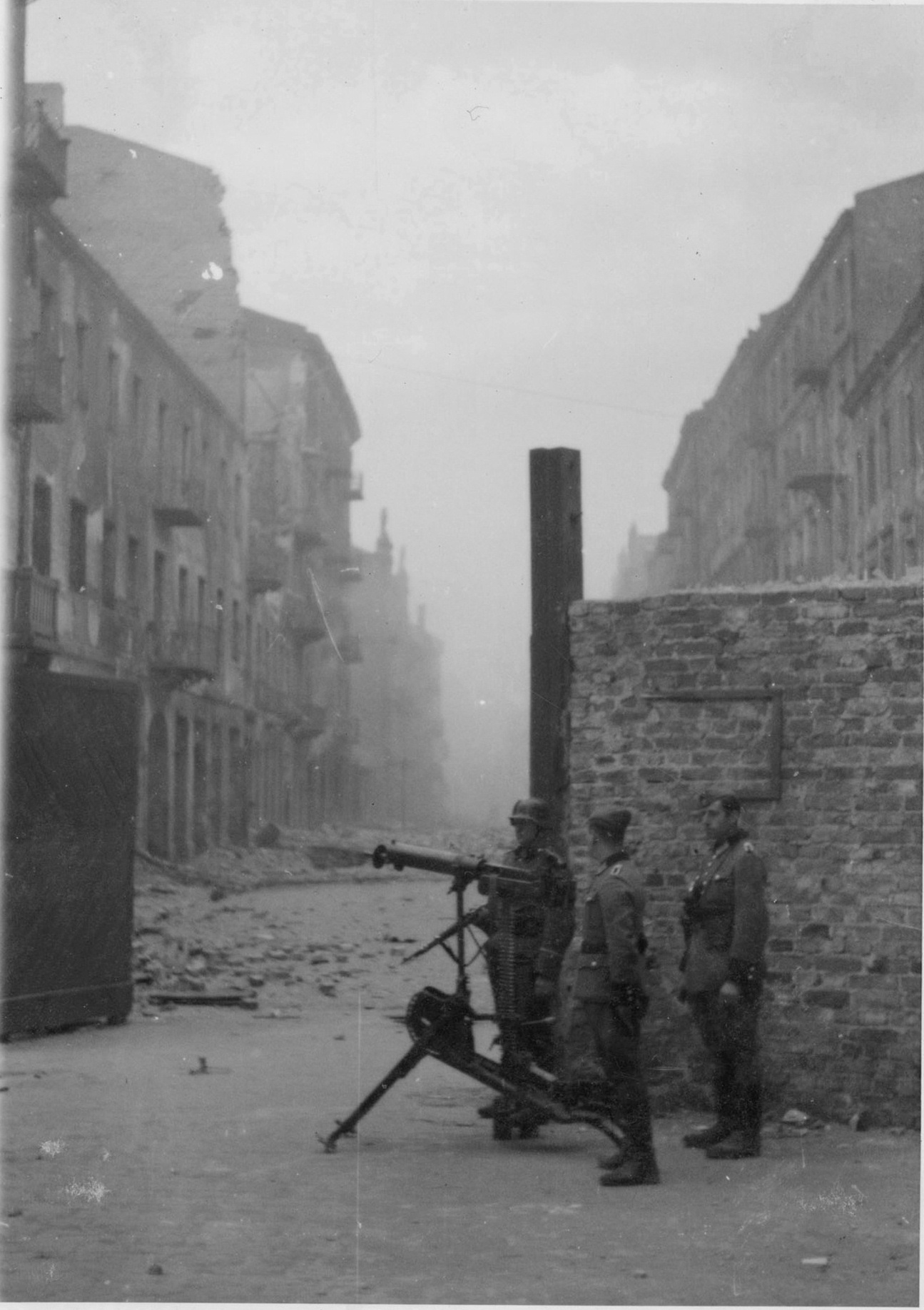
"Сторожа улицу"
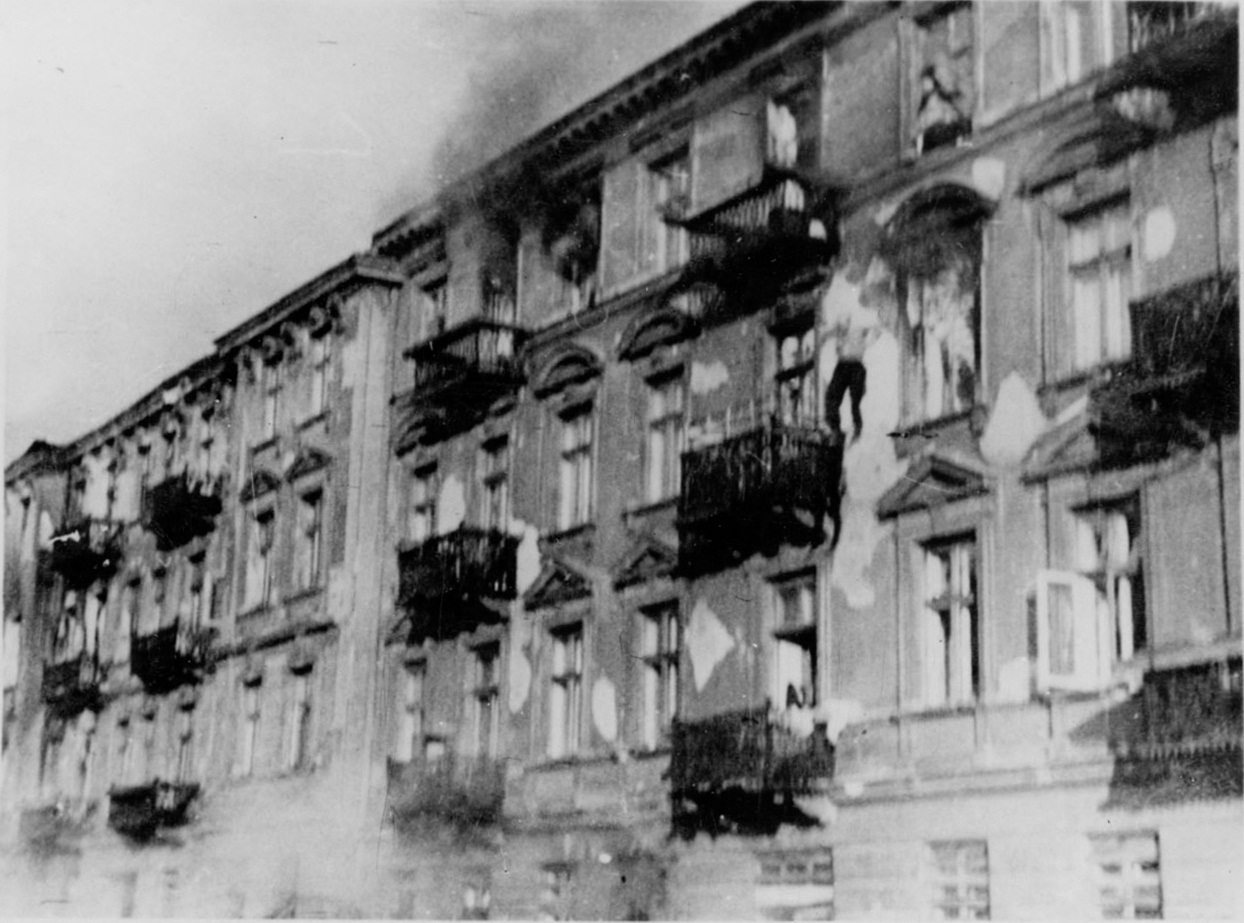
"Бандиты прыгают, чтобы избежать ареста"
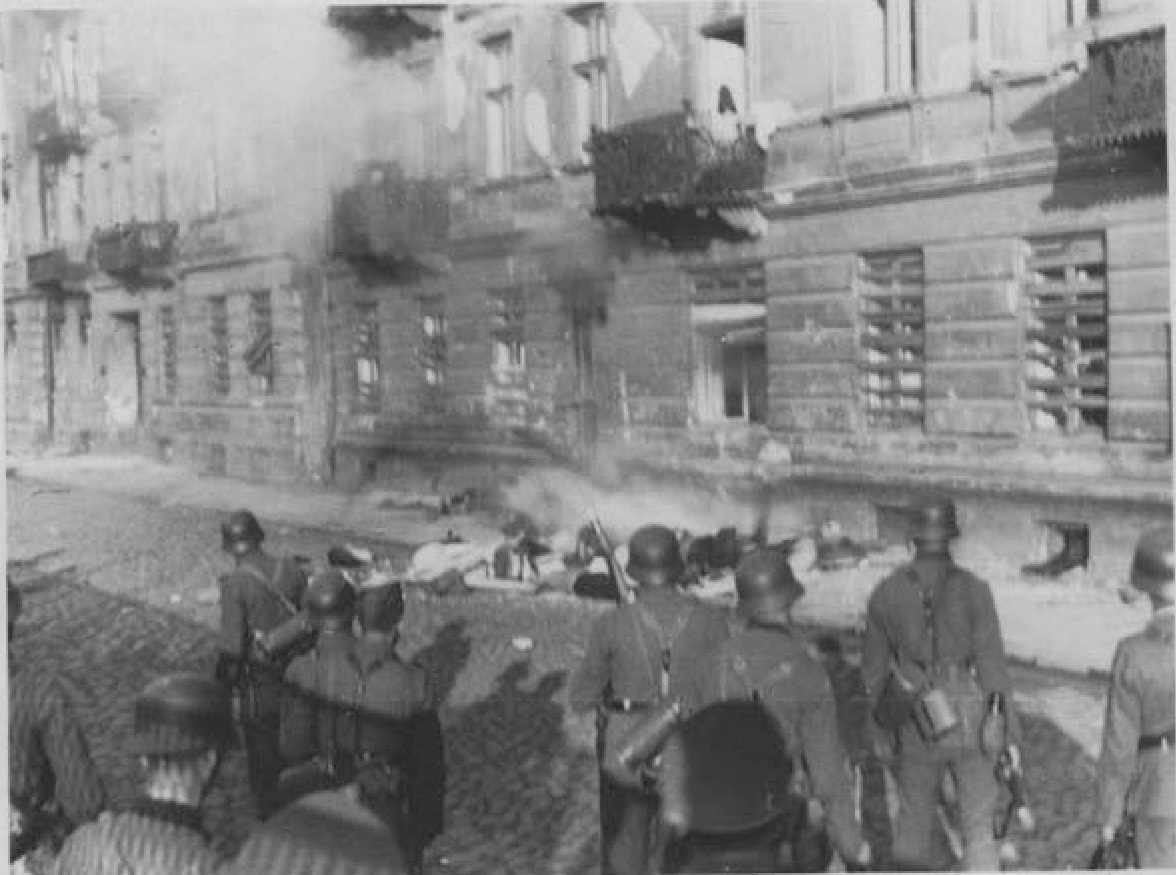
"Выпрыгнувшие бандиты"
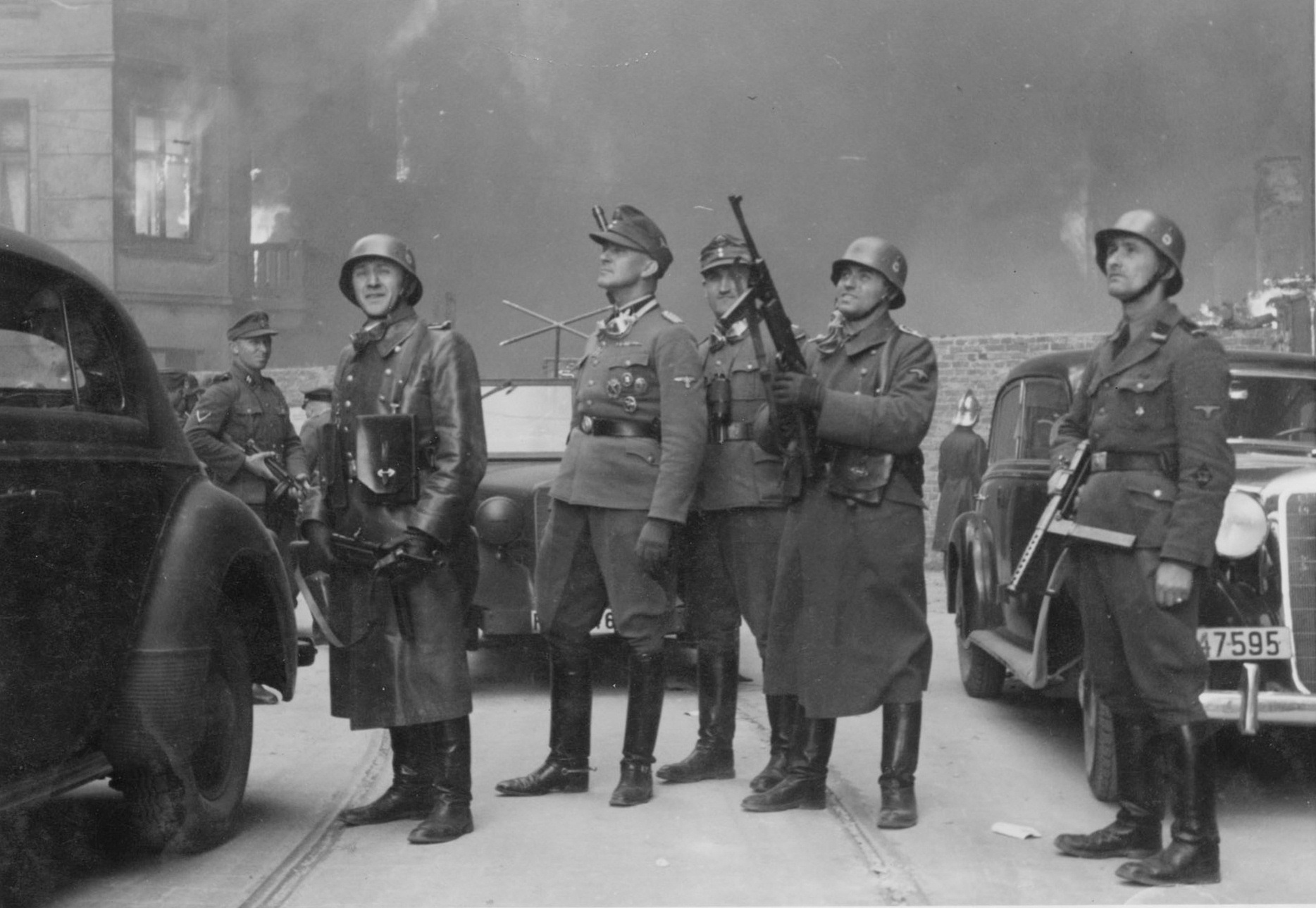
"Лидер великой операции"
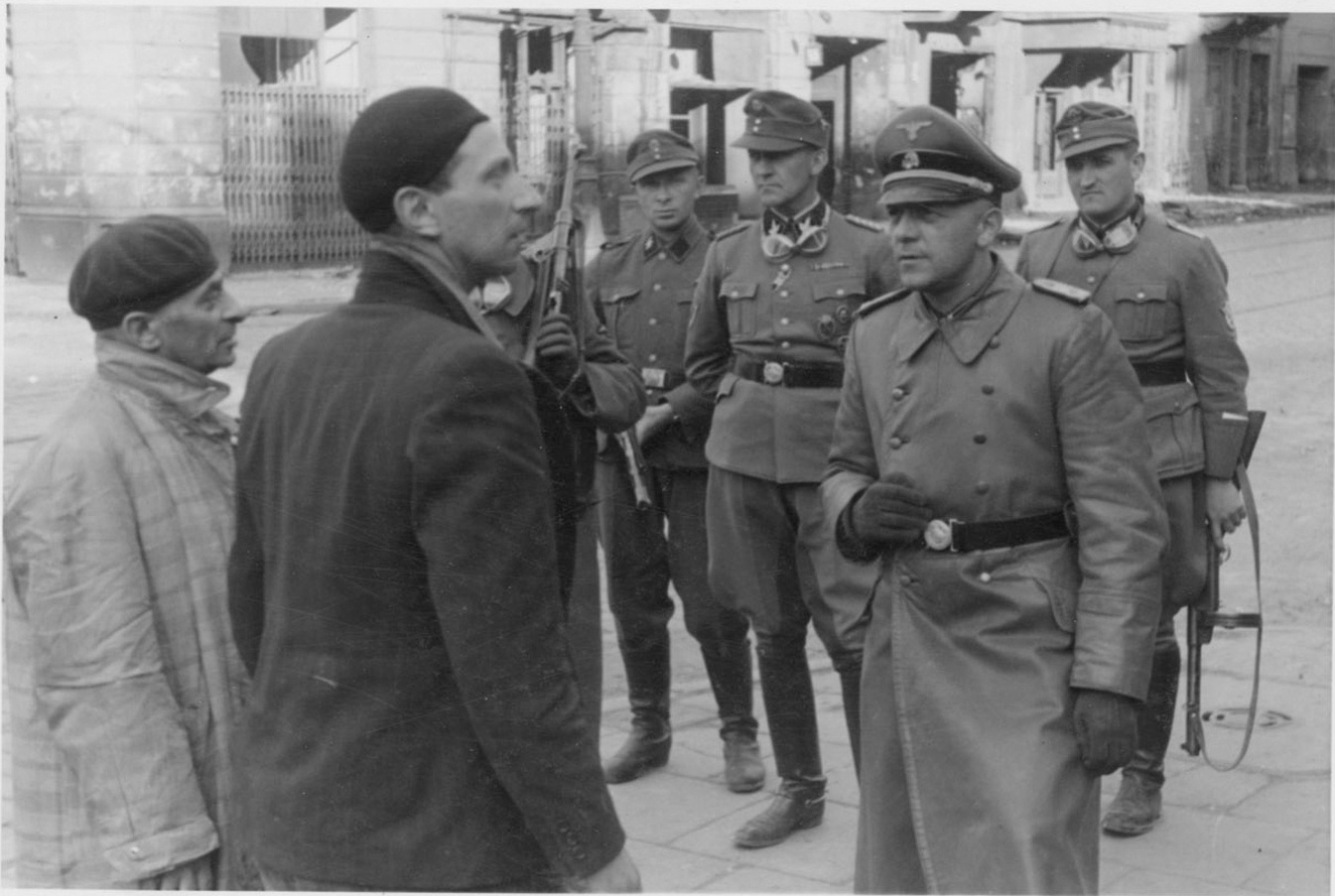
"Еврейские предатели"
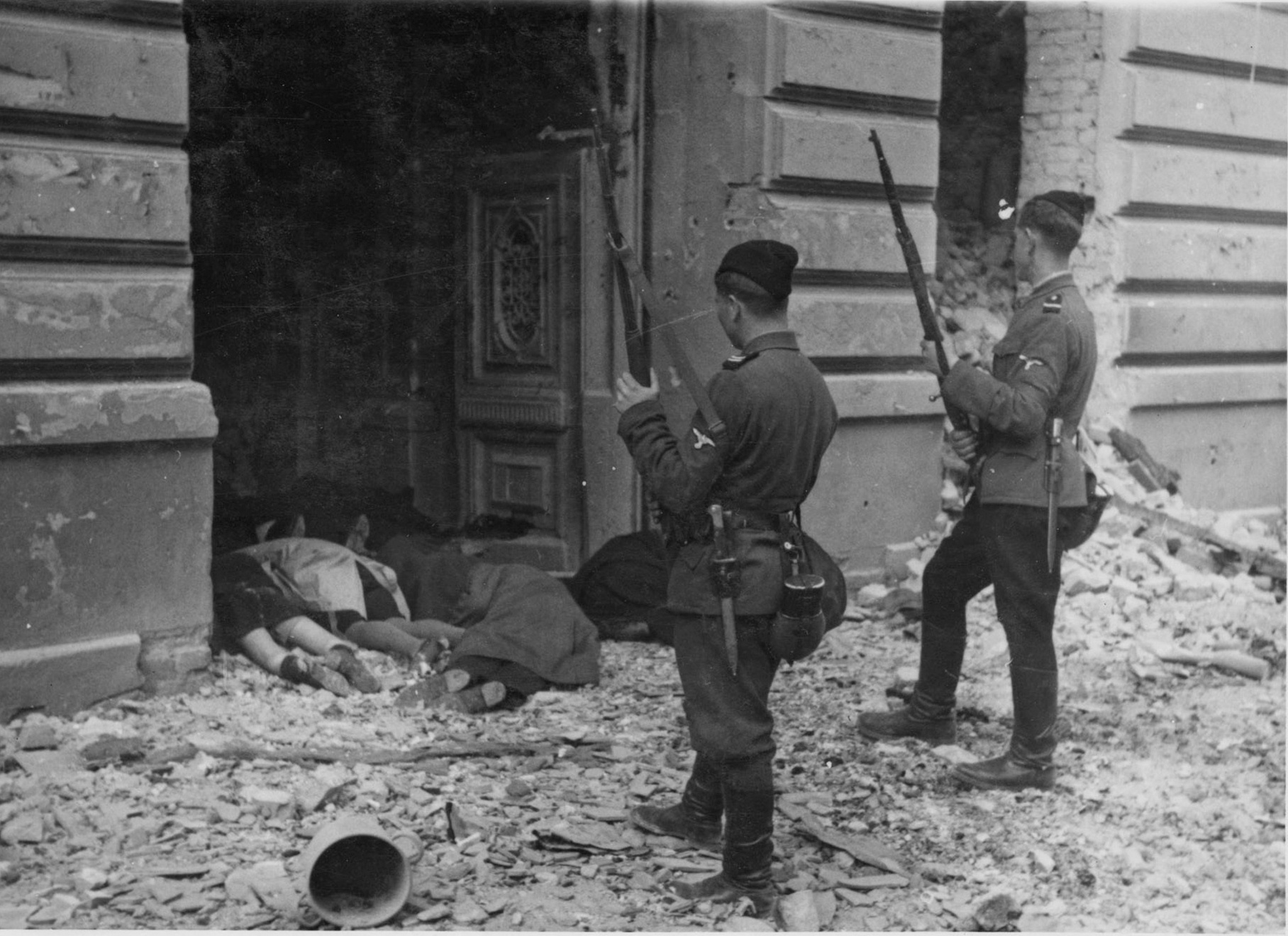
"Аскари во время операции"